# أندريس بالانتا
أندريس بالانتا (بالإسبانية: Andrés Balanta) هو لاعب كرة قدم كولومبي في مركز الدفاع، ولد في 18 يناير 2000 في مدينة كالي في كولومبيا. لعب مع ديبورتيفو كالي.

## وصلات خارجية
- أندريس بالانتا على موقع إي إس بي إن إف سي (الإنجليزية)
- أندريس بالانتا على موقع قاعدة بيانات كرة القدم.إي يو (الإنجليزية)
- أندريس بالانتا على موقع ليكيب (الفرنسية)
- أندريس بالانتا على موقع Soccerbase.com (لاعب) (الإنجليزية)
- أندريس بالانتا على موقع Soccerway.com (الإنجليزية)
- أندريس بالانتا على موقع عالم كرة القدم.نت (الإنجليزية)